# Église Saint-Martin de Grailhen
L'église Saint-Martin de Grailhen est une église catholique du XIIe siècle située à Grailhen, dans le département français des Hautes-Pyrénées en France.

## Localisation
L'église Saint-Martin est située à l'ouest du village, sur un belvédère naturel d'où elle surplombe la vallée qui s'étend d'Ancizan à Saint-Lary-Soulan.

## Historique
L'église, de style roman, datée de la fin du XIIe siècle- début du XIIIe siècle a été remaniée aux XVIe siècle et XVIIe siècle.

Au XVIe siècle pour faire face à la croissance démographique, l'église est reconstruite en remployant des éléments anciens : le tympan-chrisme et les modillons de la corniche du clocher-mur.

Les travaux se sont déroulés en plusieurs étapes, comme l'attestent les millésimes gravés sur les clés de voûte des travées : le chœur est fini en 1566, les travées de la nef en 1589 et 1591.

À la fin du XVIIe siècle, une sacristie et un bas-côté ont été ajoutes sur le flanc nord de l'église.

L'édifice est inscrit au titre des monuments historiques le 2 mars 1979.

## Architecture
L'église, de style roman, à double vaisseau, s'ouvre au sud par un portail orné d'un tympan-chrisme roman. Le vantail de la porte, réalisé au Moyen Âge, est décoré de sept pentures et d'une serrure remarquable.

La nef et l'abside polygonale sont couvertes de voûtes d'ogives tandis que le bas-côté nord est voûté d'un berceau en anse de panier.

Sur les voûtes d'ogives prend place un programme iconographique peint en 1607. L'unité stylistique des peintures murales permet d'affirmer qu'elles furent réalisées par un même atelier.

## Galerie de photos

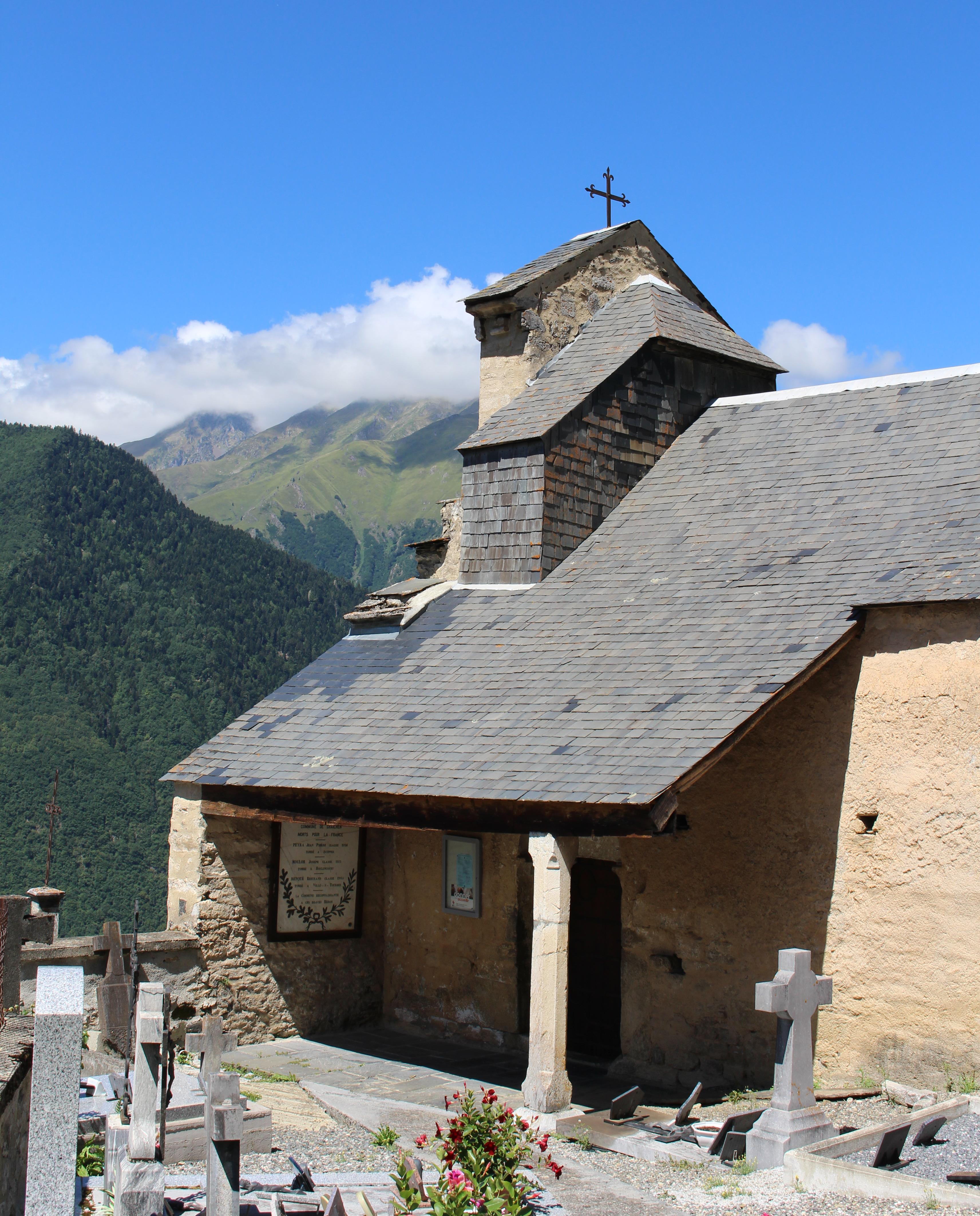
Entrée.
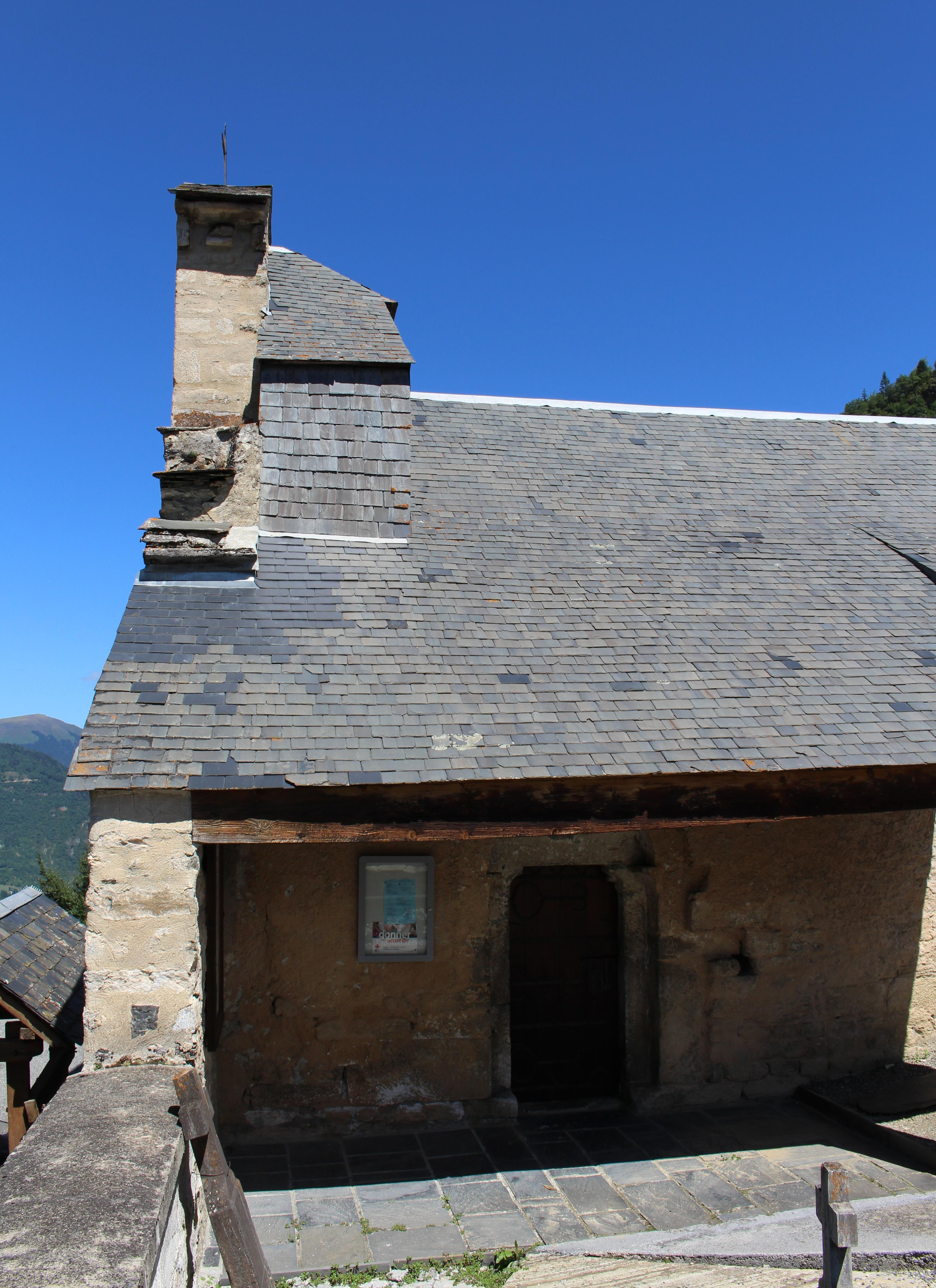
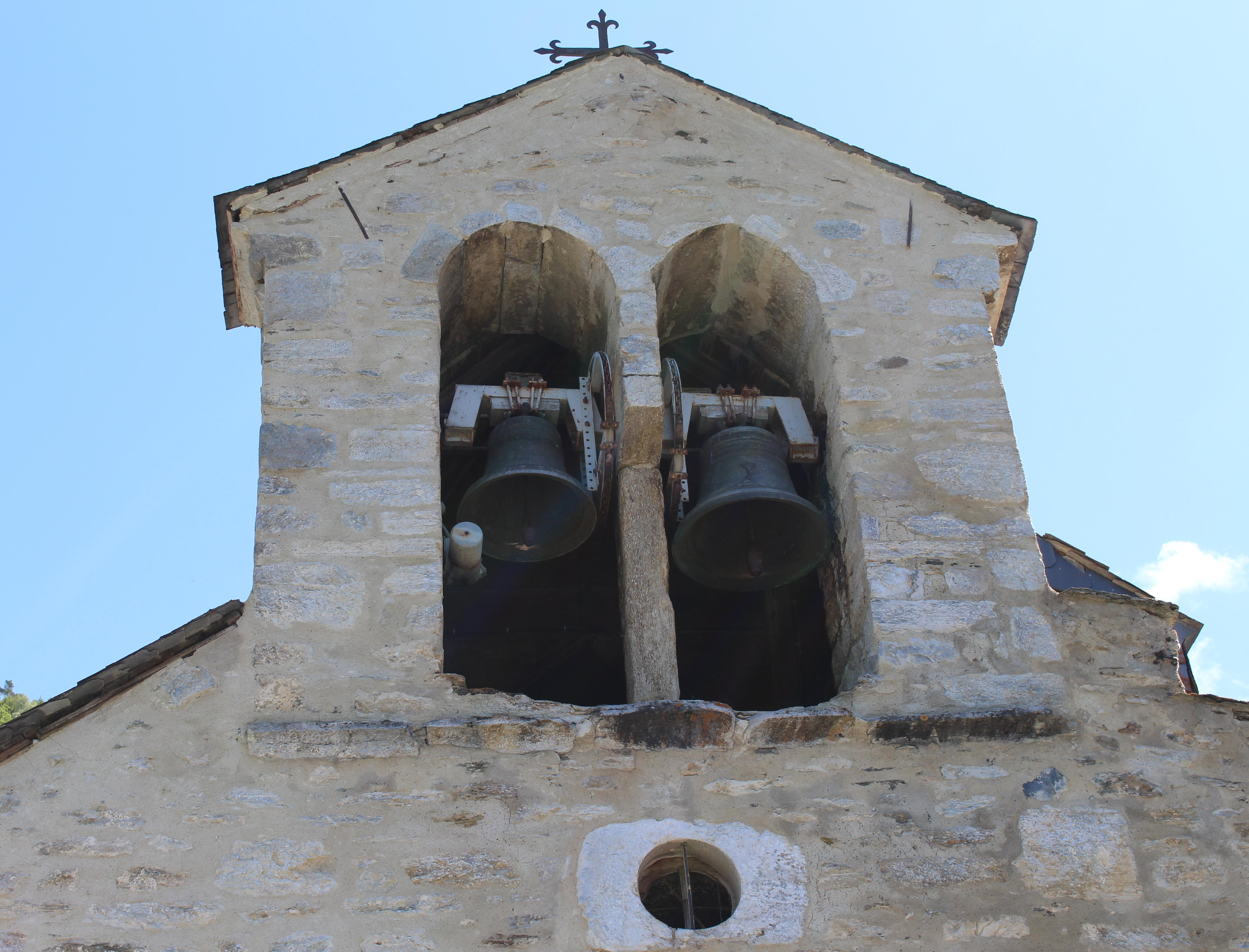
Clocher-mur.
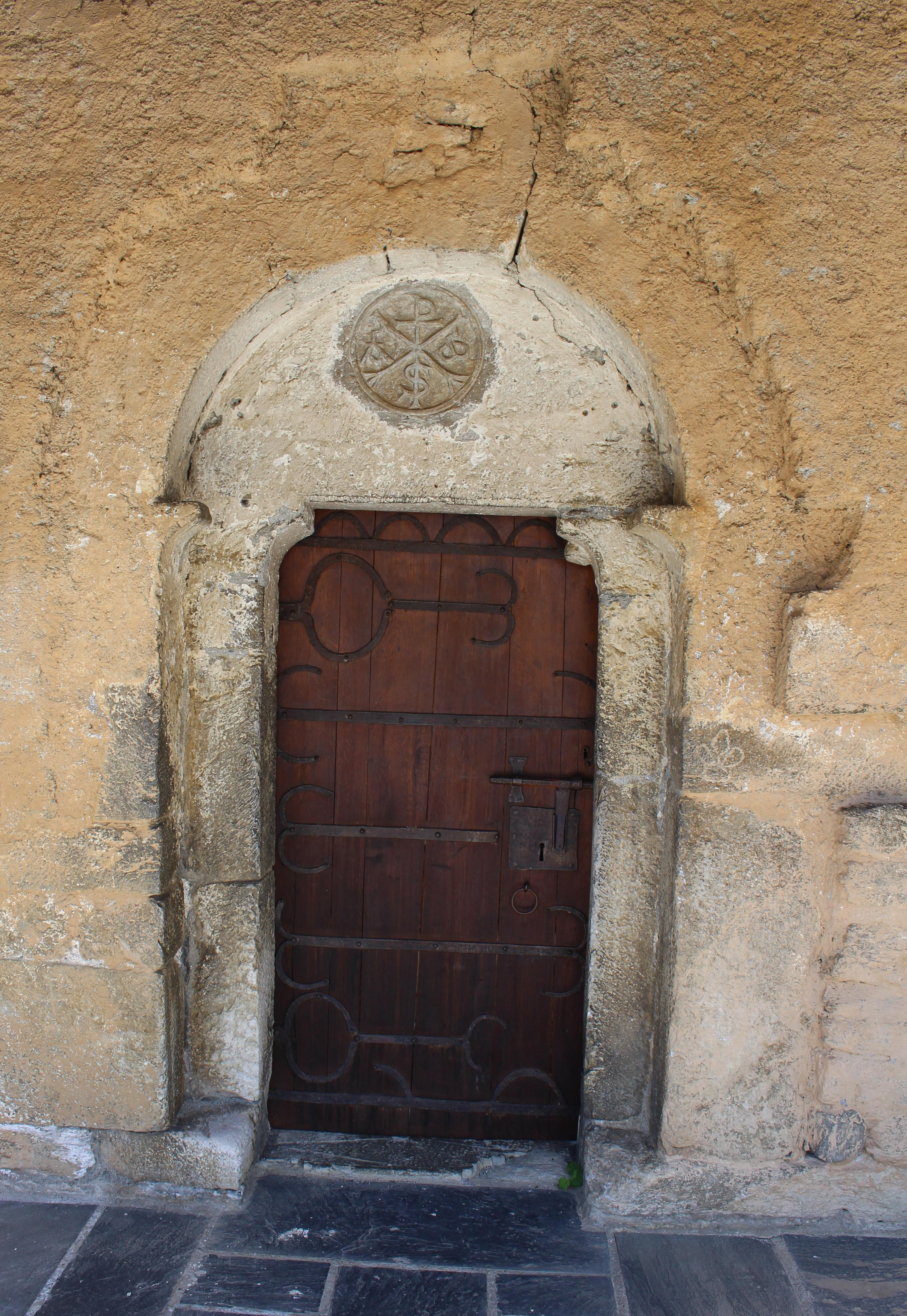
Porte.